# 폴리아나 (영화)
폴리아나(Pollyanna)는 미국에서 제작된 데이비드 스위프트 감독의 1960년 가족, 드라마 영화이다. 헤일리 밀즈 등이 주연으로 출연하였다.

## 출연

### 주연
- 헤일리 밀즈
- 제인 와이먼
- 리처드 이간

### 조연
- 칼 말든
- 낸시 올슨
- 아돌프 멘주
- 도널드 크리스프
- 아그네스 무어헤드
- 케빈 코코런
- 제임스 드러리
- 레타 쇼
- 에드워드 플랫
- 앤 세이모어